# Сремска зеленика
Сремска зеленика је сорта белог грожђа која води порекло из Срема у Србији. Гаји се и у осталим деловима земље. Има бујан чокот и бобице средње величине. Веома је приносна је сорта и касно зри. Од кујунђуше се добија вино изразито киселог укуса.